# Henicopernis infuscatus
Henicopernis infuscatus là một loài chim trong họ Accipitridae.
Môi trường sống tự nhiên của nó là các khu rừng đất thấp ẩm nhiệt đới hoặc cận nhiệt đới hoặc rừng núi ẩm. Nó đang bị đe doạ do mất môi trường sống.